# 3 Natsu Natsu Mini Berryz
3 Natsu Natsu Mini Berryz (③夏夏ミニベリーズ (San Natsu Natsu Mini Berīzu?)) è un EP del gruppo femminile giapponese Berryz Kobo, pubblicato nel 2006.

## Tracce
1. Jiriri Kiteru (ジリリ キテル?)
2. Maji Natsu Sugiru (マジ夏すぎる?)
3. Natsu Remember you (夏 Remember you?)
4. Yeah! Meccha Holiday (Yeah! めっちゃホリディ?)
5. Chu! Natsu Party (チュッ！夏パ～ティ?)
6. Halation Summer (ハレーションサマー?)

## Formazione
- Saki Shimizu
- Momoko Tsugunaga
- Chinami Tokunaga
- Miyabi Natsuyaki
- Maasa Sudō
- Yurina Kumai
- Risako Sugaya